# Sant Pere de Vilamajor
Sant Pere de Vilamajor – gmina w Hiszpanii, w prowincji Barcelona, w Katalonii, o powierzchni 34,3 km². W 2011 roku gmina liczyła 4276 mieszkańców.